# Віла-Верде (Португалія)
Ві́ла-Ве́рде (порт. Vila Verde; МФА: [ˈvi.ɫɐ ˈveɾ.dɨ], Ві́ла-Ве́рди, «Зелене містечко») — муніципалітет і містечко в Португалії, в окрузі Брага. Розташований у північній частині країни, на теренах історичної португальської провінції Дору-Міню. Належить до Бразької архідіоцезії Католицької церкви в Португалії. Права міського самоврядування має з 1855 року. Поділяється на 33 парафії. За адміністративним поділом, чинним до 1976 року, був складовою провінції Міню. Площа муніципалітету — 228,67 км², населення муніципалітету — 47888 ос. (2011); густота населення — 209,42 осіб/км²
. Патрон — святий Антоній. Святковий день муніципалітету — 13 червня. Поштовий індекс — 4730.  Код місцевої адміністративної одиниці — 0313. Складова статистичного регіону Північ.

## Назва
- Віла-Верде (порт. Vila Verde, стара орфографія: порт. Villa Verde) — сучасна португальська назва.

## Географія
Віла-Верде розташована на північному заході Португалії, на півночі округу Брага.
Містечко розташоване за 11 км на північ від міста Брага.
Віла-Верде межує на півночі з муніципалітетом Понте-да-Барка, на сході — з муніципалітетом Терраш-де-Бору, на південному сході — з муніципалітетом Амареш, на півдні — з муніципалітетом Брага, на заході — з муніципалітетом Барселуш, на північному заході — з муніципалітетом Понте-де-Ліма.

## Історія
Містечко засновано в 1855 році.

## Населення
| Кількість мешканців | Кількість мешканців | Кількість мешканців | Кількість мешканців | Кількість мешканців | Кількість мешканців | Кількість мешканців | Кількість мешканців | Кількість мешканців | Кількість мешканців | Кількість мешканців | Кількість мешканців | Кількість мешканців | Кількість мешканців | Кількість мешканців |
| ------------------- | ------------------- | ------------------- | ------------------- | ------------------- | ------------------- | ------------------- | ------------------- | ------------------- | ------------------- | ------------------- | ------------------- | ------------------- | ------------------- | ------------------- |
| 1864                | 1878                | 1890                | 1900                | 1911                | 1920                | 1930                | 1940                | 1950                | 1960                | 1970                | 1981                | 1991                | 2001                | 2011                |
| 31 442              | 31 330              | 31 014              | 32 053              | 33 719              | 33 661              | 36 990              | 39 809              | 42 797              | 42 256              | 40 028              | 44 432              | 44 056              | 46 579              | 47 888              |

## Парафії
- Абоїн-да-Нобрега
- Аркозелу
- Атайнш
- Атіайнш
- Азойнш
- Барбуду
- Барруш
- Валдреу
- Валойнш
- Віла-Верде
- Віла-де-Праду
- Віларіню
- Гоайнш
- Годінясуш
- Гоміде
- Гондіайнш
- Гондомар
- Доссанш
- Дуаз-Ігрежаш
- Жеме
- Ешкейруш
- Кабанелаш
- Кодеседа
- Косієйру
- Коваш
- Лаже
- Ланяш
- Лорейра
- Марранкуш
- Мош
- Море
- Невожілде
- Олейруш
- Парада-де-Гатін
- Пассо
- Педрегайш
- Пенашкайш
- Піку
- Піку-де-Регаладуш
- Понте
- Портела-даш-Кабраш
- Ріу-Мау
- Сабаріш
- Санде
- Санта-Маріня-де-Оріш
- Сантіагу-де-Каррейраш
- Сан-Мамеде-де-Ешкаріш
- Сан-Мартіню-де-Ешкаріш
- Сан-Мартіню-де-Валбон
- Сан-Мігел-де-Каррейраш
- Сан-Мігел-де-Оріш
- Сан-Мігел-ду-Праду
- Сан-Педру-де-Валбон
- Сервайнш
- Сотелу
- Травассош
- Туріш
- Фрейріш